# أليس بارنز
أليس بارنز (بالإنجليزية: Alice Barnes) هي دراجة بريطانية، ولدت في 17 يوليو 1995 في Towcester ‏ في المملكة المتحدة.

## وصلات خارجية
- أليس بارنز على موقع الاتحاد الدولي للدراجات (الإنجليزية)
- أليس بارنز على موقع أرشيف الدراجات (الإنجليزية)
- أليس بارنز على موقع إحصائيات الدراجات الإحترافية (الإنجليزية)
- أليس بارنز على موقع نسبة الدراجات (الإنجليزية)
- أليس بارنز على موقع CycleBase (الإنجليزية)
- أليس بارنز على موقع MTB Data (الإنجليزية)
- أليس بارنز على موقع اتحاد ألعاب الكومنولث (مؤرشف) (الإنجليزية)